# Ахернар
Ахернар (α Eridani, Алфа от Еридан) е звезда, α на съзвездието Еридан. Нейната видима величина е 0,46, като тя е осмата по яркост звезда. Спектралният ѝ клас е B6 Vep, а разстоянието до Земята е 144 светлинни години.

## Характеристики
Ахернар се намира дълбоко в южното небе и никога не изгрява при географски ширини отвъд 33° северна ширина (грубо Далас, Тексас). Най-добре се вижда от южното полукълбо през ноември, като е незалязваща южно от 33° южна ширина (грубо Сантяго, Чили). При тази ширина, когато е в ниска кулминация, тя е едвам видима с невъоръжено око, тъй като се намира само на 1 градус над хоризонта. По̀ на юг е ясно видима по всяка време на нощта.
Ахернар е ярка синьо звезда, с около седем пъти по-голяма маса от слънчевата. Тя е звезда от главна последователност, от спектрален клас B6 Vep, но е около 3150 пъти по-светима от Слънцето. Наблюденията в инфрачервения диапазон на звездата чрез адаптивните оптични системи на Very Large Telescope показват, че тя има придружаваща звезда в близка орбита. Тя вероятно е от спектрален клас A0V–A3V, което говори за звездна маса около два пъти тази на Слънцето. Разделянето на двете звезди е грубо 12,3 астрономически единици, а орбиталният им период е поне 14 – 15 години.
Към 2003 г. Ахернар е най-малко сферичната звезда в Млечния път. Тя се върти около оста си толкова бързо, че е приела формата на сплеска сфероид и има екваторен диаметър, който е 56% по-голям от полярния ѝ диаметър. Полярната ос е наклонена на 65° спрямо линията на видимост от Земята. Тъй като е двойна звезда, нейната силно изкривена форма може да предизвика немалки отклонения в орбиталната траектория на придружаваща ѝ звезда. Сходно е положението със звездата Регул
Поради изкривената ѝ форма, съществува значителна температурна вариация по географска ширина. При полюсите на звездата температурата може да е над 20 000 K, докато при екватора тя е под 10 000 K. Средната температура на звездата е около 15 000 K. Високите полярни температури създават бързо полярен вятър, който изхвърля материя от звездата и образува полярна обвивка от горещ газ и плазма. Цялата звезда е обградена от голяма обвивка, която може да се засече от изобилното ѝ инфрачервено излъчване или от поляризацията ѝ. Наличието на околозвезден диск от йонизиран газ е често срещана черта на Be звездите като Ахернар. Дискът не е стабилен, като максималната му поляризация е наблюдавана през септември 2014 г.
Ахернар ще продължава да се придвижва на север по нощното небе през следващите няколко хиляди години.